# Automatización de tareas
La automatización de tareas es, en informática, el conjunto de métodos que sirven para realizar tareas repetitivas en un ordenador. Algunos métodos para la automatización de tareas son la programación simple, los macros, los intérpretes y las bombas lógicas. También hay algunos programas específicos que automatizan tareas. Incluso los virus informáticos utilizados de forma benéfica podrían considerarse otro método para la automatización de tareas para el usuario.
- Datos: Q5712490